# Garage Days Re-Revisited
Garage Days Re-Revisited este primul EP al formației Metallica, prima înregistrare cu Jason Newsted.